# Alcadienă
Alcadienele sau dienele sunt hidrocarburi cu 2 legături duble în moleculă cu formula generală
{\displaystyle C_{n}H_{2n-2}}. Importanță practică au doar:
- Butadiena.
- Izoprenul sau 2-metil-1,3-butadiena
- Ciclopentadienă

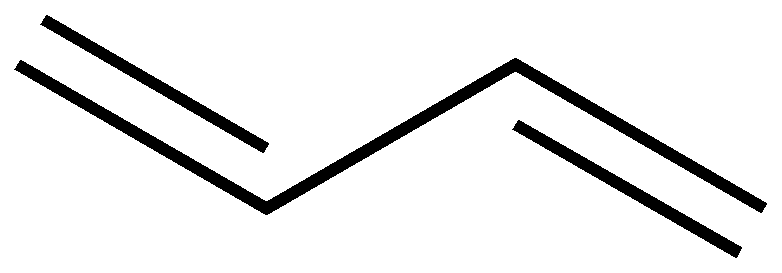
Butadiena se obţine prin sinteza Lebedeev,(trecerea alcoolului etilic peste catalizator oxid de zinc)
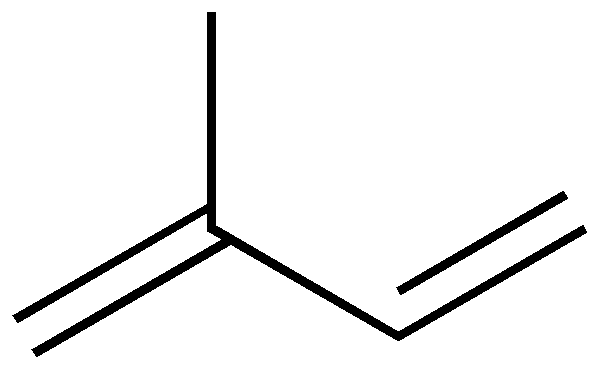
Izoprenul sau 2-metilbutadiena se obţine prin hidrogenarea izopentanului cu catalizator de crom/alumină
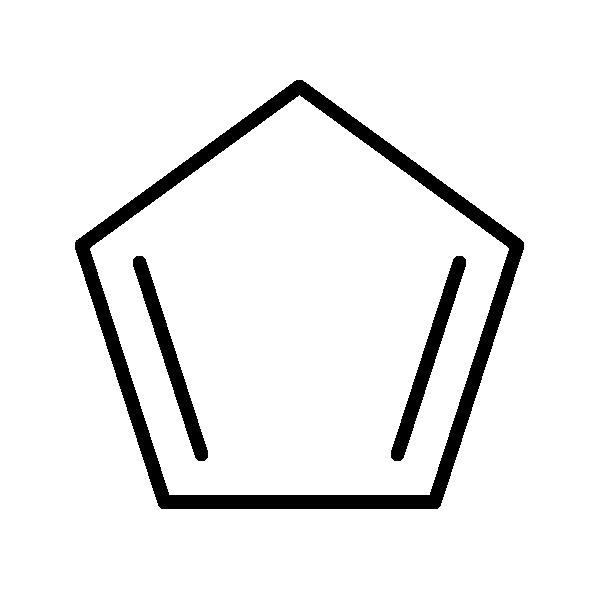
Ciclopentadiena se găseşte în fracţiile benzinice C5

## Clasificare
Alcadienele sunt clasificate după poziția dublei legături astfel:
- Alcadiene cumulate, care au dubla legătură vecină.
- Alcadiene alternative sau conjunctive: între cele două legături duble se găsește o legătură simplă.
- Alcadiene disjuncte sau izolate: legăturile duble sunt izolate una de cealaltă.